# Lissonota aziba
Lissonota aziba là một loài tò vò trong họ Ichneumonidae.